# Euphyia basinigra
Euphyia basinigra är en fjärilsart som beskrevs av Stanislaus Klemensiewicz 1913. Euphyia basinigra ingår i släktet Euphyia och familjen mätare. Inga underarter finns listade i Catalogue of Life.